# 約翰·雅各布·赫克爾
約翰·雅各布·赫克爾（德語：Johann Jakob Heckel，1790年1月23日—1857年3月1日）是一名奧地利動物標本剝製師、動物學家和魚類學家，來自普法茲選侯國曼海姆。他曾在維也納皇家自然史博物館工作，該博物館後來成為奧地利自然歷史博物館。

## 生平
赫克爾出生於曼海姆，是一位同名音樂教師和索菲亞的兒子。他還有一個同名的弟弟，學習音樂，在家中接受教育，曾在維也納生活過一段時間。另一個哥哥是卡爾·費迪南德·赫克爾（Karl Ferdinand Heckel），他也學習音樂。1805年，一家人為了躲避法國人的追捕，先後逃到普雷斯堡和佩斯。1806年，赫克爾參觀了喬治孔農業學院。他的父親在貢波爾斯基興買下一座農場，1811年12月父親去世後，母親接管了農場，他的兄弟協助母親管理農場。1817年，他與芭芭拉·鮑姆加特納（Barbara Baumgartner）結婚，1818年在維也納博物館（後來成為自然史博物館）工作。在結識弗朗茨·埃德勒·馮·波特施拉格·萊德邁爾（Franz Edler von Portenschlag-Ledermayer）後，他學習了一些植物學知識。他與老約瑟夫·納特勒（Joseph Natterer Sr.）和約瑟夫·納特勒都很熟識。1819年至1820年間，他前往南歐進行採集旅行，為納特勒採集鳥類以及植物和其他標本。他遇到了愛德華·呂佩爾，並與他一起登上埃特納火山。他們計劃去努比亞旅行，但從未成行。赫克爾開發了測量魚類的儀器，一些傳記作者稱他曾短暫做過鐘錶匠。雖然他不是受過正規訓練的生物學家，但他透過自己的努力，在1832年成為助理館長。1835年5月6日，在利奧波德·費卿格離開後，他開始負責魚類收藏。在大多數情況下，他不像當時的許多科學家那樣喜歡旅行或探險，而是留在維也納，研究從野外送來的標本並為其編目。查爾斯·馮·赫格爾、約瑟夫·羅瑟格和特奧多爾·科奇都曾經給他帶來標本——這些標本涉及克什米爾、中東和非洲東北部的採集活動，大大豐富了維也納博物館。魚類是他的專長，他曾與當時許多最偉大的魚類學家合作，包括居維葉、瓦朗西安納、波拿巴、米勒和特羅施爾。
在系統學和分類學領域，赫克爾對鯉科魚類的研究做出了重大貢獻。他撰寫60多部著作，其中最著名的是《奧地利多瑙河流域淡水魚類》。他為這本著作工作了24年多，但在最終出版前去世，很可能是在從抹香鯨屍體上取骨架時感染了細菌。

## 紀念
以下魚類物種以赫克爾的名字命名：
- 赫氏萎鰓麗魚（Acarichthys heckelii）[4]
- 赫克爾氏矛麗魚（Crenicichla heckeli）[5]

## 外部連結
- Austrian Natural History Museum （页面存档备份，存于） at Naturhistorisches Museum